# Acridoidea
Acridoidea, natporodica u podredu kratkoticalnih skakavaca Caelifera, red Orthoptera. Acridoidea kao i ostali kraktoticalni skakavci razlikuju se od dugoticalnih (Ensifera) po ticalima koja su kod njih kraća od polovice dužine tijela.

## Porodice
- Acrididae MacLeay, 1821
- Charilaidae Dirsh, 1953
- Dericorythidae Jacobson & V.L. Bianchi, 1902-1905
- Lathiceridae Dirsh, 1954
- Lentulidae Dirsh, 1956
- Lithidiidae Dirsh, 1961
- Ommexechidae Bolivar, I., 1884
- Pamphagidae Burmeister, 1840
- Pyrgacrididae Kevan, D.K.M., 1974
- Romaleidae Brunner von Wattenwyl, 1893
- Tristiridae Rehn, J.A.G., 1906